# Malvina
La Malvina (C29H35ClO17) es una forma natural química de la familia de la antocianina. Se trata de un diglucósido de malvidina que se encuentra principalmente como un pigmento en hierbas como la Malva (Malva sylvestris), Primula y Rhododendron. La característica coloración floral de Jade del Strongylodon macrobotrys se ha demostrado que es un ejemplo del fenómeno de la copigmentación, un resultado de la presencia de malvina y saponarina (una flavona glucósido) en la proporción 1:9.

## Presencia en alimentos
La malvina se puede encontrar en una variedad de alimentos comunes, incluyendo pero no limitados a los siguientes:
- Verduras: palta, remolacha, guisante negro, col, zanahoria, berenjena, guisante verde, maíz, oliva (verde y negra), cebolla, pimiento, patata, rábano, tomate, nabo
- Nueces: marañón, nuez
- Hierbas / Especias: pimentón, mostaza, canela
- Fruta: manzana, higo, sandía, ruibarbo, fresa, membrillo, durazno (variedad "Clingstone"[4]), peras, ciruelas, uvas (roja y verde), albaricoques, plátanos, zarzamoras, arándanos rojos, zarzas de boysen, cerezas, arándanos azules, grosellero negro
- Pescados: carne de cangrejo
- Lácteos: albúmina (leche de vaca), queso, yogur, mantequilla
- Azúcar: remolacha, miel

La malvina no es peligrosa ingerida, a menos que exista alergia hacia ella. Una alergia a la malvina puede producir estreñimiento, graves acumulaciones de gas, vómitos o diarreas cuando los alimentos que lo contienen son ingeridos en grandes cantidades.